# Zara Dwinger
Zara Dwinger (* 1990 in Amsterdam) ist eine niederländische Regisseurin und Drehbuchautorin.

## Leben und Karriere
Dwinger wuchs in Amsterdam auf. Sie studierte Anthropologie und arbeitete anfangs bei einem Online-Magazin. Nachdem sie verschiedene Praktika beim Film gemacht hatte, graduierte sie in dem Fach Regie von Fiction-Filmen von der Dutch Film Academy; während ihres Studiums drehte sie den Film Liv. Ihre Abschlussarbeit war der Film Siren, der an mehreren Filmfestivals unter anderem auch am Clermont-Ferrand International Short Film Festival teilnahm und auch Preise gewann.
Sie unterrichtet an der Amsterdam Film School und der Theater- und Tanzakademie (Stand 2023), während sie parallel dazu ihre Filmprojekte verwirklicht, für die sie oft auch die Drehbücher schreibt.
In einer Charakterisierung von Dwingers Filmarbeit steht: „Zara’s work is known for its delicate emotional tone and understanding of human behaviour.“ Ihre Filme beinhalten meist emotional schwierige Situationen wie beispielsweise die Liebe zweier jugendlicher Straftäterinnen im Gefängnis (Yulia & Juliet) oder die Trauer eines Mädchens über den plötzlichen Verlust der Eltern (A Holiday from Mourning). Sie selbst sagte zu ihrer Arbeit: „The core feeling of your story should live in yourself as well, I think.“

## Auszeichnungen
Dwingers Kurzfilm Yulia & Juliet nahm an der 69. Berlinale 2019 in der Sektion Generation 14plus teil.
A Holiday From Mourning, ein anderer ihrer Kurzfilme, wurde für den besten New Horizon Short Film 20MINMAX 2021 nominiert und erhielt den Youth Jury Award 20MINMAX 2021 auf dem Kurzfilm Festival in Ingolstadt.
Ihr Film Kiddo feierte auf der 73. Berlinale 2023 in der Sektion Generation Kplus Weltpremiere.

## Filmografie
- 2016: Liv (Kurzfilm, Regie)
- 2017: Siren (Kurzfilm, Regie)
- 2018: Yulia & Juliet (Kurzfilm, Regie)
- 2020: A Holiday from Mourning (Kurzfilm, Regie und Drehbuch)
- 2021: The Girl Who Was Cursed (Regie und Drehbuch)
- 2023: Kiddo (Regie und Drehbuch)